# Nuits éternelles
Nuits éternelles (Endless Nights) est le onzième album de la série de bande-dessinée anglo-américaine Sandman scénarisé par Neil Gaiman. Cet album a été traduit en français par Anne Capuron pour les éditions Delcourt.
Bien qu'étant stricto sensu un hors-série de Sandman, Nuits éternelles est un album dont les histoires s'inscrivent dans la continuité des albums précédents ; il est donc souvent considéré comme le onzième et dernier tome de la série.
Neil Gaiman écrit dans la préface que scénariser une histoire dessinée par Milo Manara a été l'une des principales motivations pour faire un onzième Sandman. Gaiman avait aussi envisagé de travailler avec Mœbius pour cet album sans que cela ne soit finalement possible.

## Chapitres
L'album est composé de sept histoires autonomes, chacune consacré à un éternel et au concept qu'il ou elle incarne. Cinq histoires sont traditionnellement découpées en cases, tandis que celle de Désespoir et de Délire sont mis en page d'une manière plus chaotique, se rapprochant d'un livre illustré.

### Chapitre 1: Mort - La Mort et Venise
Dessins de P. Craig Russell ; couleurs de Lovern Kindzierski ; 24 planches. Titre original : Death - Death and Venice.
La structure narratique de La Mort et Venise est divisée en deux histoires sans lien apparent qui convergent et se rejoignent en définitive dans une « sorte de présent ». L'histoire est librement inspirée d'une anecdote historique mentionnée par George MacDonald Fraser.
Sur une île isolée, une communauté en vase clos vit libérée du temps et de la mort, revivant chaque jour le 23 mai 1751. Un comte y règne en maître sur une cour de serviteurs, damoiseaux et courtisanes, et décide tous les matins de l'emploi du temps de la journée. La communauté semble disposer de tout en abondance et se trouver à l'abri du besoin ; le comte déploie des trésors d'imagination pour inventer un divertissement inédit chaque jour.
Parallèlement, on suit les pas de Sergueï, un soldat en permission à Venise en 2003. Il y loue un vaporetto pour se rendre sur une île inhabitée dans la lagune de Venise, parce qu'il se souvient y avoir été avec sa famille dans son enfance ; en jouant à cache-cache, il s'était perdu et avait rencontré une jeune femme tout de noir vêtue - Mort - assise auprès d'une grille dans un mur en ruine. En essayant d'ouvrir la grille, il avait perdu la notion du temps. En revenant sur les lieux, l'adulte Sergueï est surpris d'y trouver Mort n'ayant pas pris une ride. Elle lui réitère sa demande d'ouvrir la fameuse grille, ce qu'il réussit à faire, à grand renfort de coups de pied. Ils passent alors dans le domaine du comte.
À sa rencontre avec Mort, le comte lui avoue « Tu m'as manqué... énormément ! », puis Mort lui prend la main. Après cette expérience singulière, Serguei quitte Venise pour retourner se battre avec son unité et envoyer des gens à la mort.

### Chapitre 2: Désir - Ce que j'ai goûté du Désir
Dessins et couleurs de Milo Manara ; 20 planches. Titre original : Desire - What I've tasted of Desire.
Dans un village rural qui pourrait se trouver quelque part en Grande-Bretagne pré-romaine, le fils du chef, un jeune guerrier très sûr de lui, excite la convoitise des filles de son âge. Il ne rate d'ailleurs pas une occasion pour coucher avec l'une d'entre elles entre deux parties de pêche à la ligne. Devant ce manège, Kara, une jeune chevrière, n'éprouve a priori qu'une vague antipathie pour le jeune homme, jusqu'à ce qu'une rencontre fortuite n'éveille son désir de s'unir à lui pour la vie. Après avoir demandé conseil à une belle sorcière et refusé d'employer un philtre d'amour pour arriver à ses fins, Kara rencontre Désir qui refuse de l'aider directement mais lui dit qu'elle porte sa marque. Il ajoute : « La plupart du temps, le désir des gens ressemble à la flamme d'une bougie, vacillante, mouvante. Toi, en revanche, ton désir est comme une feu de forêt ».
De retour auprès du jeune homme qui est désormais devenu chef, Kara résiste à ses avances jusqu'à ce qu'il la demande en mariage. Quelque temps après l'heureuse cérémonie et alors que tous les hommes sont sortis du village, une troupe de dix étrangers demandent l'hospitalité. Conformément à l'usage, elle les reçoit. Quand l'un des brigands sort d'un sac la tête coupée de son époux et la pose bien en évidence sur la table, Kara ne cille pas et continue à les divertir pour les tenir en respect. À force de ruser, elle parvient à contrôler leur désir, jusqu'au petit matin où les hommes du village n'ont plus qu'à les cueillir pour les massacrer. Après l'avoir enterré, Kara, ne ressentant plus jamais rien de semblable à son désir pour son ex-époux, passe le restant de ses jours à attendre la sœur de Désir, Mort.

### Chapitre 3: Rêve - Le Cœur d'une Étoile
Dessins et couleurs de Miguelanxo Prado ; 20 planches. Titre original : Dream - Heart of a Star.
Dans un somptueux palace naviguant dans l'espace, Rêve vient présenter sa nouvelle conquête, Killalla de l'Éclat, à sa famille d'Éternels au cours d'une assemblée réunissant les étoiles, les planètes et autres galaxies. Ils sont accueillis par Mizar, qui a créé le palace pour l'occasion. Killalla se promène ensuite dans le palace à son gré et rencontre tour à tour tous les frères et sœurs de son amoureux de fraîche date, ayant toujours du mal à comprendre ce qui se passe autour d'elle, et les allusions de ses interlocuteurs. En discutant seule à seul avec Sto-Oa, sous le regard manipulateur de Désir, elle se rend compte sidérée qu'il est l'enveloppe humaine de l'étoile de son système planétaire, son soleil, et en tombe amoureux. Rêve, impénétrable, les surprend et décide de quitter aussitôt les lieux.
Dans la biographie fictive de Rêve, telle qu'elle est racontée par Neil Gaiman, cet épisode est le premier dont Rêve est le protagoniste puisqu'il se produit des milliards d'années avant son emprisonnement décrit dans Préludes et Nocturnes. Les Éternels sont donc différents : Mort est hautaine et sans cœur, ne se gênant pas pour rappeler son rôle de Faucheuse ; Destruction a du mal à s'exprimer ; Désespoir est dans sa première incarnation, plus sociable avec un corps couverts de tatouages ; et on nous présente pour la première fois Délice, la forme antérieure de Délire. On comprend aussi l'origine de l'inimitié entre Rêve et Désir, et pourquoi bien plus tard, il sera décidé que les Éternels ne devront pas s'unir aux mortels.
L'histoire est raconté du point de vue de Sol, un jeune et maladroit soleil qui sera plus tard celui du système solaire. Il évoque ses planètes encore endormies, et confie à Killalla qu'une forme de vie dominante pourrait lui ressembler parce qu'il la trouve gracieuse. Ceci explique que Rêve gardera une préférence pour la Terre et les humains, en souvenir de son amour perdu.
Quand Désespoir parle avec Rao, une étoile géante rouge, comme ce serait magnifique si une unique forme de vie réchappait d'un monde en destruction pour s'en souvenir, pour en pleurer, pour s'en désespérer, elle fait référence au personnage de Superman.

### Chapitre 4: Désespoir - Quinze portraits de Désespoir
Dessins de Barron Storey ; Conception graphique de Dave McKean ; 20 planches. Titre original : Despair - Fifteen portraits of Despair.
L'histoire est découpée en quinze histoires autonomes très courtes, s'étalant sur une ou deux pages, consacré au désespoir, représenté soit par le personnage éponyme des Éternels, soit par l'émotion abstraite, soit par des personnages désespérés. Dans l'une des histoires, un chômeur passe son temps à nourrir tous ses chats, qui finiront par s'entredévorer quand leur maître doit quitter le domicile pour trouver un emploi. Dans une autre, un prêtre est obligé de se défroquer à la suite d'un scandale d'abus sexuel alors qu'il est en mesure de prouver son innocence. Une troisième a pour protagoniste une femme qui, après s'être suicidée, décide de s'asseoir sur le bord de la route en attendant le bonheur.
Dans la préface, Neil Gaiman dit qu'il avait initialement prévu d'écrire vingt-cinq portraits de Désespoir, mais qu'a posteriori, il pense que quinze étaient suffisants.

### Chapitre 5: Délire - Voyage intérieur
Dessins et couleurs de Bill Sienkiewicz ; 19 planches. Titre original : Delirium - Going Inside.
Daniel Hall, la nouvelle incarnation de Rêve des Éternels, aidé du corbeau Matthew et du chien Barnabas, qui veille sur Délire depuis qu'il a quitté Destruction dans Vies brèves, font appel à plusieurs personnes mentalement déséquilibrées pour venir en aide à Délire, qui est allé trop loin à l'intérieur d'elle-même. À l'issue de l'histoire, plusieurs personnes guérissent et reviennent parmi les leurs, y compris Délire, qui en ressort plus épanouie.
La mise en page de cet épisode n'est pas ordonnée en cases régulières, mais d'une manière plus chaotique et « délirante ».

### Chapitre 6: Destruction - Sur la péninsule
Dessins de Glenn Fabry ; couleurs de Chris Chuckry ; 20 planches. Titre original : Destruction - On the Peninsula.
Les deux mois de repos de Rachel, citadine et étudiante en archéologie s'annoncent mal : elle cauchemarde sur des catastrophes humanitaires et voit des morts-vivants partout. Pour se changer les idées, elle accepte sans conditions quand un collègue, Stanley, lui propose de rejoindre un site de fouilles classé confidentiel sur une péninsule au large de la Sardaigne du nom de San Raphael. Une fois rendue sur place, Stanley lui révèle qu'un rocher apparu depuis peu recèle des objets hétéroclites venus du futur. Au fil des jours où l'équipe découvrent des objets et des armes plus étonnants les uns que les autres qui laisseraient supposer une guerre à venir, Rachel est intriguée par un couple improbable qui rôde aux abords du site. Il s'agit en fait de Délire et de Destruction ; ce dernier lui offre bientôt ses services et il s'avère vite indispensable du fait de son expérience. Pendant une discussion, Délire, qui est encore convalescente après son voyage intérieur (cet épisode suit celui de Délire chronologiquement), laisse entendre à Rachel un soir que les objets mystérieux ne viennent que d'un des futurs possibles, et que donc la guerre à venir n'est pas inéluctable. Elle révèle aussi que l'apparition des objets est peut-être tout simplement due à leur présence, à elle et à Destruction. Le lendemain, et alors que Rachel remarque la disparition des deux éternels, des hélicoptères atterrissent sur le campement. Il s'agit de représentants d'une firme de chimie mandatés par le gouvernement américain pour prendre en charge la suite des opérations et prendre le contrôle de la péninsule. Leur plan est après avoir prélevé ce qui peut leur profiter, faire venir des bulldozers pour raser le site pour éviter que des puissances ennemies s'en empare. Indignée, Rachel décide de quitter la péninsule. Depuis l'autre rive, elle est témoin d'une grande explosion qui ne laisse plus rien. Tous ceux restés sur place ont disparu et le rocher a été rayé de la carte. Rachel rentre chez elle secouée et songeuse. Ses cauchemars ont laissé place à des fantasmes sur Destruction et des interrogations sur l'avenir.

### Chapitre 7: Destin - Nuits éternelles
Dessins et couleurs de Frank Quitely ; 8 planches. Titre original : Destiny - Endless Nights.
Ce dernier conte, consacré à Destin, est une présentation du royaume et du rôle de l'aîné des Éternels, et du livre auquel il est enchaîné.

## Distinctions
- 2004 : 
  - Prix Eisner de la meilleure anthologie ; de la meilleure histoire courte pour « Mort »
  - Prix Bram-Stoker du meilleur récit illustré